# South Park (1.ª temporada)
A primeira temporada de South Park estreou no dia 13 de Agosto de 1997 e terminou no dia 25 de Fevereiro de 1998 obtendo 13 episódios na rede de tv americana Comedy Central. Os criadores Trey Parker e Matt Stone escreveram a maioria dos episódios da temporada; ; Dan Sterling, Philip Stark e David Goodman foram creditados como roteiristas de cinco episódios

## Episódios
| No. | #  | Título                            | Diretor                  | Roteirista                             | Exibição original       | Código de produção | Audiência (em milhões) |
| --- | -- | --------------------------------- | ------------------------ | -------------------------------------- | ----------------------- | ------------------ | ---------------------- |
| 1 | 1  | "Cartman Gets an Anal Probe"      | Trey Parker              | Trey Parker e Matt Stone               | 13 de Agosto de 1997    | 101                | 0,98                   |
| Cartman conta a Stan, Kyle, e Kenny que teve um sonho estranho com Aliens lhe implantando uma sonda anal, os garotos tentam provar a Cartman que não era um sonho, mas Cartman ainda acha que eles estão tentando enganá-lo. Enquanto isso o irmão adotivo de Kyle, Ike é sequestrado pelos Visitantes e Kyle tenta resgatá-lo.                                        |    |                                   |                          |                                        |                         |                    |                        |
| 2 | 2  | "Weight Gain 4000"                | Trey Parker e Matt Stone | Trey Parker e Matt Stone               | 20 de Agosto de 1997    | 102                | N/A                    |
| Após a redação de Cartman ser considerada a melhor de todas, Kathie Lee Gifford vai para South Park num evento para dar a Eric um troféu pela redação, porém Sr. Garrison pretende mata-la pelo fato dela ter vencido ele em uma competição de bonecos quando criança.                                                                                                 |    |                                   |                          |                                        |                         |                    |                        |
| 3 | 3  | "Volcano"                         | Trey Parker e Matt Stone | Trey Parker e Matt Stone               | 27 de Agosto de 1997    | 103                | 1.0                    |
| O tio de Stan, Jimbo leva os garotos para um passeio na floresta sem saberem que um vulcão irá entrar em erupção. Stan fica com ciúmes por Jimbo dar mais afeto ao Kenny do que a ele. Cartman conta uma história sobre o Cuquemata porém não sabe que ele era real.                                                                                                   |    |                                   |                          |                                        |                         |                    |                        |
| 4 | 4  | "Big Gay Al's Big Gay Boat Ride"  | Trey ParkerTrey Parker   | Trey Parker e Matt Stone               | 3 de Setembro de 1997   | 104                | N/A                    |
| Stan ganha um novo cachorro, Sparky, porém Sparky é gay e Stan não aceita isso. Magoado, Sparky foge e é recebido na casa do Al Gayzão que lhe dá abrigo. Com saudades de Sparky, Stan vai a procura dele mesmo sabendo que têm que participar de um jogo de futebol, fazendo com que todos fiquem irritados com Jimbo por fazê-los apostarem na escola de South Park. |    |                                   |                          |                                        |                         |                    |                        |
| 5 | 5  | "An Elephant Makes Love to a Pig" | (não creditado)          | Trey Parker, Matt Stone, Dan Sterling  | 10 de Setembro de 1997  | 105                | N/A                    |
| Os meninos tentam cruzar uma porca com um elefante e procuram a ajuda de Dr. Alphonse Mephisto. Em vez disso, Dr. Mephisto cria um clone do Stan que aterroriza a cidade. |    |                                   |                          |                                        |                         |                    |                        |
| 6 | 6  | "Death"                           | Matt Stone               | Trey Parker e Matt Stone               | 17 de Setembro de 1997  | 106                | 1.3                    |
| O avô de Stan tenta cometer suicídio com a ajuda do menino. A mãe de Kyle organiza um boicote contra a série de televisão favorita dos meninos Terrance e Phillip em protesto contra o seu humor escatológico. |    |                                   |                          |                                        |                         |                    |                        |
| 7 | 7  | "Pinkeye"                         | Trey Parker e Matt Stone | Trey Parker, Matt Stone                | 29 de Outubro de 1997   | 107                | 2.7                    |
| Kenny é morto pela estação espacial Mir e torna-se um zumbi. Todos pensam que ele não morreu e esta vestido para o Halloween. Os cidadãos que são mordidos por Kenny se transformam em zumbis mas em vez disso são diagnosticados com conjuntivite. |    |                                   |                          |                                        |                         |                    |                        |
| 8 | 8  | "Starvin' Marvin"                 | Trey Parker              | Trey Parker                            | 19 de Novembro de 1997  | 109                | 2.2                    |
| Um menino da Etiópia é acidentalmente enviado para South Park. Cartman é mandado para a Etiópia no lugar do garoto, enquanto perus mutantes destroem a cidade. |    |                                   |                          |                                        |                         |                    |                        |
| 9 | 9  | "Mr. Hankey, the Christmas Poo"   | Trey Parker e Matt Stone | Trey Parker                            | 17 de Dezembro de 1997  | 110                | 4.5                    |
| Como judeu, Kyle se sente excluído do resto da cidade durante o Natal e é consolado por Sr. Hankey. A mãe de Kyle protesta contra uma peça de Natal da escola levando à remoção de todos os aspectos religiosos do Natal de toda a cidade. |    |                                   |                          |                                        |                         |                    |                        |
| 10 | 10 | "Damien"                          | Trey Parker              | Trey Parker e Matt Stone               | 4 de Fevereiro de 1998  | 108                | 5.1                    |
| Um novo aluno organiza uma luta de boxe entre Satanás e Jesus. Os moradores de South Park apostam em Satanás devido ao seu enorme tamanho e físico musculoso, mas Satanás perde a luta de propósito e ganha dinheiro de todo mundo depois dele mesmo ter apostado em Jesus.                                                                                            |    |                                   |                          |                                        |                         |                    |                        |
| 11 | 11 | "Tom's Rhinoplasty"               | (não créditado)          | Trey Parker                            | 11 de Fevereiro de 1998 | 111                | 4.1                    |
| Sr. Garrison recebe uma rinoplastia e deixa de ser professor para se tornar um modelo. Stan desenvolve uma paixão pela professora substituta, o que faz com que sua namorada Wendy fique com um ciúme mortal. Wendy então revela que a professora é uma fugitiva do Iraque e ela acaba sendo seqüestrada por insurgentes.                                              |    |                                   |                          |                                        |                         |                    |                        |
| 12 | 12 | "Mecha-Streisand"                 | Trey Parker              | Trey Parker, Philip Stark e Matt Stone | 18 de Fevereiro de 1998 | 112                | 5.4                    |
| Sr. Garrison leva sua classe para uma escavação arqueológica onde Cartman encontra um misterioso triângulo. Barbra Streisand rouba este triângulo e torna-se Mecha-Streisand, um robô gigante que causa estragos sobre a cidade. |    |                                   |                          |                                        |                         |                    |                        |
| 13 | 13 | "Cartman's Mom Is a Dirty Slut"   | Trey Parker              | Trey Parker & David R. Goodman         | 25 de Fevereiro de 1998 | 113                | 6.4                    |
| Cartman tenta encontrar seu verdadeiro pai apenas para descobrir que sua mãe dormiu com cada homem da cidade. Ajudado por Stan e Kyle, ele consegue levantar o dinheiro para fazer um teste de DNA depois de enviar um vídeo para Os Vídeos Mais Estúpidos da América.                                                                                                 |    |                                   |                          |                                        |                         |                    |                        |